# Frenulotomija penisa
Frenulotomija penisa je hirurška intervencija tokom koje se vrši presecanje frenuluma (elastične trake) muškog polnog uda. Kako kod određenog broja muškaraca ta traka (frenuluma) može da bude kratka (frenulum breve) može praviti probleme prilikom erekcije i seksualnog odnosa koji su praćeni bolovima. Problem se jednostavno rešava u ambulantnim uslovima presecanjem frenuluma klasičnim putem ili radiotalasnim nožem.

## Anatomija
Frenulum penisa predstavlja elastičnu traku tkiva koja se nalazi ispod glavića (glansa) penisa i povezuje ga sa prepucijumom. 

## Indikacije
- Kraći frenulum penisa koji može biti urođen
- Skraćenje frenuluma nastalo u toku životu zbog ponavljanih zapaljenskih procesa, traume ili kao komplikacija cirkumcizije.

Ova stanja se manifestuju bolom u toku erekcije ili tokom seksualnog odnosa. Takođe, može doći do njegovog cepanja i krvarenja.

## Način izvođenja intervencije
Intervencija se izvodi u uslovima lokalne anestezije i traje oko 15 minuta. Nakon poprečnog presecanja frenuluma, rana se  se ušiva šavovima. 
U modernim medicinskim centrima frenulotomija se izvodi uz pomoću radio talasnog uređaja. Zahvaljujući primeno ove opreme, postoperativni period je skraćen, nema ožiljaka, edema. Na kraju lečenja ona  daje izvrstan funkcionalni i estetski rezultat.
Nakon operacija neophodno je da se pacijent uzdržava od seksualnog odnosa ili masturbacije sve dok rana ne zaraste u potpunosti, što traje otprilike oko 10 dana. 
Intervencija ne utiče na plodnost, kao i na intenzitet uživanja tokom seksualnog odnosa kod oba partnera.

## Komplikacije
Komplikacije se mogu javiti kod bilo koje hirurške intervencije, ma koliko ona bila mala. Kod frenulotomija učestalost komplikacija je zanemarljiva u poređenju sa brojem obavljenih operacija, i mogu biti: infekcije ili krvarenje. Infekciju treba lečiti antibioticima i redovnom tolatom rane, a krvarenje kompresivnim zavojem u trajanju od 15 minuta.